# Мирасол-д’Уэсти
Мирасол-д’Уэсти (порт. Mirassol d'Oeste) — муниципалитет в Бразилии, входит в штат Мату-Гросу. Составная часть мезорегиона Юго-запад штата Мату-Гроссу. Находится в составе крупной городской агломерации. Входит в экономико-статистический микрорегион Жауру. Население составляет 24 414 человек на 2007 год. Занимает площадь 1072,537 км². Плотность населения — 21,1 чел./км².

## История
Город основан 28 октября 1964 года. 

## Статистика
- Валовой внутренний продукт на 2003 год составляет 100 912 899,00 реалов (данные: Бразильский институт географии и статистики).
- Валовой внутренний продукт на душу населения на 2003 год составляет 4448,83 реалов (данные: Бразильский институт географии и статистики).
- Индекс развития человеческого потенциала на 2000 год составляет 0,739 (данные: Программа развития ООН).